# Saccharomycopsis synnaedendra
Saccharomycopsis synnaedendra är en svampart som beskrevs av D.B. Scott & Van der Walt 1971. Saccharomycopsis synnaedendra ingår i släktet Saccharomycopsis och familjen Saccharomycopsidaceae.   Inga underarter finns listade i Catalogue of Life.